# 士
土 (terre) est un idéogramme composé de 3 traits. Il est utilisé en tant que sinogramme et kanji. 
Le sinogramme se lit tǔ en pinyin.
Il se lit ど (do), と (to) en lecture on et つち (tsuchi) en lecture kun.
Son caractère Unicode est 571F.